# Маруока, Мицуру
Мицуру Маруока (яп. 丸岡満 Маруока Мицуру, род. 6 января 1996, Токусима) — японский футболист, полузащитник индонезийского клуба «РАНС Нусантара».

## Клубная карьера
Мицуру обучался футболу системах «Каваути Кита», «Старшей школе Токусима Каваути» и «Сересо Осака». В январе 2014 года он был арендован дортмундской «Боруссией» на полтора сезона. 25 января Мицуру дебютировал за вторую команду. В первую команду «Боруссии» он был повышен в сезоне 2014/15 и дебютировал за неё 20 сентября 2014 года в матче против «Майнца».

## Карьера в сборной
Мицуру на юношеском уровне представлял Японию.